# Thirukarungudi
Thirukarungudi es una ciudad y nagar Panchayat situada en el distrito de Tirunelveli en el estado de Tamil Nadu (India). Su población es de 9342 habitantes (2011).

## Demografía
Según el censo de 2011 la población de Thirukarungudi era de 9342 habitantes, de los cuales 4503 eran hombres y 4839 eran mujeres. Thirukarungudi tiene una tasa media de alfabetización del 84,27%, superior a la media estatal del 80,09%: la alfabetización masculina es del 89,74%, y la alfabetización femenina del 79,22%.